# Paradise PD
Paradise PD es una serie de televisión web de comedia de animación estadounidense creada por Waco O'Guin y Roger Black que se estrenó el 31 de agosto de 2018 en Netflix. La serie está protagonizada por Dana Snyder, Cedric Yarbrough, David Herman, Tom Kenny, Sarah Chalke y Kyle Kinane. El 30 de octubre de 2018, se anunció que Netflix había renovado la serie para una segunda temporada.
Paradise Police' es una serie para mayores de 16 años.
La sinopsis oficial reza lo siguiente: "A los 18 años, Kevin Crawford alcanza su sueño de convertirse en policía como su padre, justo cuando una nueva droga llamada meta romboide invade las calles".

## Reparto y personajes

### Principales
- Sarah Chalke como Gina Jabowski, una violenta oficial de policía que a menudo acosa sexualmente a Dusty debido a un fetiche sobre obesos.
- David Herman como Kevin Crawford, un oficial de policía recién contratado y con un poco de sobrepeso y el hijo del Jefe Randall Crawford.
- Tom Kenny como el Jefe Randall Crawford, el jefe de policía de Paradise PD y el padre de Kevin.
- Kyle Kinane como Bullet, un perro policía que es adicto a las drogas confiscadas que tiene la tarea de proteger.
- Cedric Yarbrough como Gerald "Fitz" Fitzgerald, un oficial de policía que sufre de trastorno de estrés postraumático.

### Recurrentes
- Dan Snyder como Dusty Marlow, un policía obeso que constantemente está siendo acosado sexualmente por Gina.
  - Snyder también expresa la voz de Stanley Hopson, un oficial de policía de edad avanzada que a menudo es enviado por el jefe Crawford a realizar las tareas ordinarias.
- Gray Griffin como la alcaldesa Karen Crawford, la alcaldesa de Paradise, la madre de Kevin y la exesposa de Randall.
- Waco O'Guin como Robbie, un campesino blanco rubio que vende metanfetamina.
- Roger Black como Delbert, el mejor amigo y compañero de Robbie, que también vende metanfetamina.

## Episodios

### Temporada 1
| N.º en serie | N.º en temp. | Título                                          | Dirigido por        | Escrito por                  | Fecha de emisión original |
| ------------ | ------------ | ----------------------------------------------- | ------------------- | ---------------------------- | ------------------------- |
| 1            | 1            | «Welcome to Paradise» «Bienvenidos al paraíso»  | Matt Garofalo       | Roger Black & Waco O'Guin    | 31 de agosto de 2018      |
| 2            | 2            | «Ass on the Line» «Más allá de la línea»        | Brian Mainolfi      | Roger Black & Waco O'Guin    | 31 de agosto de 2018      |
| 3            | 3            | «Black & Blue» «Negro y azul»                   | Lauren Andrews      | Aaron Lee                    | 31 de agosto de 2018      |
| 4            | 4            | «Karla»                                         | Fill Marc Sagadraca | Rocky Russo & Jeremy Sosenko | 31 de agosto de 2018      |
| 5            | 5            | «Dungeons & Dragnet» «Calabozos y policías»     | Matt Garofalo       | Roger Black & Waco O'Guin    | 31 de agosto de 2018      |
| 6            | 6            | «Meet the Jabowskis» «Los Jabowski»             | Brian Mainolfi      | Amy Pocha & Seth Cohen       | 31 de agosto de 2018      |
| 7            | 7            | «Police Academy» «Academia de policía»          | Lauren Andrews      | Aaron Lee                    | 31 de agosto de 2018      |
| 8            | 8            | «Task Force» «Fuerza especial»                  | Fill Marc Sagadraca | Rocky Russo & Jeremy Sosenko | 31 de agosto de 2018      |
| 9            | 9            | «Parent Trap» «Trampa familiar»                 | Matt Garofalo       | Michael Rowe                 | 31 de agosto de 2018      |
| 10           | 10           | «Christmas in Paradise» «Navidad en el paraíso» | Brian Mainolfi      | Roger Black & Waco O'Guin    | 31 de agosto de 2018      |

### Temporada 2
| N.º en serie | N.º en temp. | Título                                                                    | Dirigido por   | Escrito por                  | Fecha de emisión original |
| ------------ | ------------ | ------------------------------------------------------------------------- | -------------- | ---------------------------- | ------------------------- |
| 1            | 1            | «Paradise Found» «El Paraíso Encontrado»                                  | Brian Mainolfi | Waco O'Guin & Roger Black    | 6 de marzo de 2020        |
| 2            | 2            | «Big Ball Energy» «Energía de Bolas Enormes»                              | Lauren Andrews | Roger Black & Waco O' Guin   | 6 de marzo de 2020        |
| 3            | 3            | «Tucker Carlson Is a Huge D**k» «Eres la v**ga más grande del mundo»      | Matt Garofalo  | Dan Signer                   | 6 de marzo de 2020        |
| 4            | 4            | «Who Ate Wally's Waffles» «Quien se comio los bizcochos de Billy»         | Brian Mainolfi | Steve Tompkins               | 6 de marzo de 2020        |
| 5            | 5            | «The Father, the Son and the Post-it Note» «El Padre, el Hijo, y la Nota» | Lauren Andrews | Rocky Russo & Jeremy Sosenko | 6 de marzo de 2020        |
| 6            | 6            | «Flip the Vote» «Yo Voté»                                                 | Matt Garofalo  | Roger Black & Waco O' Guin   | 6 de marzo de 2020        |
| 7            | 7            | «Paradise PD Meets Brickleberry» «Paradise PD y Brickleberry»             | Brian Mainolfi | Waco O' Guin & Roger Black   | 6 de marzo de 2020        |
| 8            | 8            | «Operation DD» «Operación DD»                                             | Lauren Andrews | Roger Black & Waco O' Guin   | 6 de marzo de 2020        |

## Producción

### Desarrollo
El 4 de abril de 2018, Netflix anunció que había dado a la producción un pedido directo a la serie para una primera temporada que constaba de diez episodios. La serie fue creada por Waco O'Guin y Roger Black. Se esperaba que la compañía de producción y estudio de animación Bento Box Entertainment produjera la serie junto con Odenkirk Provissiero Entertainment. El 30 de octubre de 2018 se anunció que Netflix había renovado la serie para una segunda temporada.

### Elenco
Junto con el anuncio inicial de la serie, se informó que Dana Snyder, Cedric Yarbrough, David Herman, Tom Kenny, Sarah Chalke y Kyle Kinane habían sido elegidos en los papeles regulares de la serie.

## Estreno
El 25 de julio de 2018 se lanzó el primer tráiler de la serie junto con el anuncio de que se estrenaría el 31 de agosto de 2018.

## Recepción
En una crítica negativa, Audra Schroeder de The Daily Dot le dio a la serie una calificación de dos estrellas y media de cada cinco, y criticó la serie describiéndola como «humor de fuerza contundente sin mucho apego emocional». En una crítica igualmente desfavorable, Joel Keller de Decider recomendó a los espectadores que se salten la serie, diciendo: «Si fuera un poco más divertido, lo recomendaríamos. Pero no vale la pena sentarse a través de los muchos gags sucios y sin gracia para llegar a las cosas buenas». En una evaluación más favorable, Florian Ques de Konbini elogió la serie diciendo: «El aspecto más emocionante de Paradise PD es su habilidad natural para meterse en algunas críticas escocidas dirigidas a figuras de la cultura pop... El humor utilizado para criticarlos está muy bien ejecutado».